# ERCO
Erco, ERCO Leuchten GmbH, är en tillverkare av belysningsarmaturer med huvudkontor och tillverkning i Lüdenscheid i Tyskland.
Erco grundades 1934 av Arnold Reininghaus, Paul Buschhaus och Karl Reeber. Erco är en akronym för Reininghaus & Co. Från att ha tillverkat delar för lampor har man utvecklat företaget till att erbjuda hela belysningssystem. Efter andra världskriget började man tillverka kompletta lampor. Företagets paroll har sedan 1960-talet varit "Licht statt Leuchten" (ljus, inte armaturer) och man har skapat en stark identitet genom samarbetet med Otl Aicher. Exempel på kända byggnader med Ercolampor: Hagia Sofia, Louvren, Münchens flygplats, Guggenheimmuseet i Bilbao, Brandenburger Tor och Reichstag. Belysning från Erco används på många konsthallar och museer.